# José Ildefonso Gatell
José Ildefonso Gatell y Doménech (Barcelona, 1834-Barcelona, 1918) fue un sacerdote y escritor español.

## Biografía
Nació en Barcelona el 22 de enero de 1834 de una modesta familia de la ciudad. Cursó Gramática, Retórica, Filosofía, Teología, Dogmática y Moral, Disciplina Eclesiástica y Derecho Canónico en el Seminario Conciliar de la diócesis de Barcelona. Además cursó Física experimental bajo la dirección de Joaquín Balcells, y Estética con Pablo Milá en las Escuelas sostenidas por la Junta de Comercio, Matemáticas con Armet, y Filosofía en la clase de Francisco Javier Llorens. Se ordenó de presbítero en marzo de 1854, y predicó su primer sermón cuando aun no había ascendido al presbiterado, en la primera misa de su íntimo amigo Eduardo María Vilarrasa. Además de la predicación y otras tareas propias de su ministerio, se dedicó al periodismo. En 1865 fue nombrado cura regente de Vendrell, cabeza de arciprestazgo, y en 1868 tomó posesión del curato de San Juan de la villa de Gracia, de donde fue primer párroco, cuyo curato ejerció hasta 1883. Durante este tiempo se edificó por su iniciativa el templo de San Juan, para que sirviera de iglesia parroquial en el barrio de aquella villa, y estableció un colegio católico de segunda enseñanza, además de impulsar la instalación de Escuelas populares y centros de educación y moralidad. En 22 de septiembre de 1883 tomó posesión del curato de la parroquia mayor de Santa Ana de Barcelona, al que se le destinó en virtud de oposiciones. Sostuvo allí una escuela de día para niños pobres y otra nocturna para los adultos. No bastando la antigua iglesia de Santa Ana a satisfacer las necesidades de la parroquia, emprendió la edificación de un nuevo templo parroquial.
Fue individuo de número de la Sociedad Económica Barcelonesa de Amigos del País, y de la Junta de la Casa de Maternidad y Expósitos. El Ayuntamiento de Barcelona le concedió una medalla y le entregó un diploma de honor por los servicios que prestó en esta ciudad durante el cólera morbo asiático. Colaboró en los periódicos y revistas La España Católica, diario que se publicó en Barcelona desde 1854 a 1856, La Revista Católica, periódico que redactó bajo la dirección de Antonio Palau y Termens, obispo de Barcelona, y publicada desde 1849 hasta 1872 por el editor Pablo Riera, La Revista Eclesiástica, El Criterio Católico, que se publicó desde 1884 hasta 1888, y El Hosanna, que se empezó a publicar en 1887. Falleció el 19 de enero de 1918 en Barcelona.

## Obras
- Escenas bíblicas (2 vol., 1866).[2]
- San Hermenegildo ó el triunfo de la religión. Drama en tres actos y en verso (1870).[2]
- Historia de la Revolución de septiembre, de sus causas, sus personajes, sus doctrinas, sus episodios y sus resultados (2 vol., 1875). Obra escrita con la colaboración de E. Vilarrasa.[2]
- Historia de las persecuciones sufridas por la Iglesia católica desde su fundación (2 vol., 1876). En colaboración de E. Vilarrasa.[2]
- Vida de la Santísima Virgen.[2]
- La sublimidad del cristianismo considerada en los domingos y fiestas del año escrita junto con E. Vilarrasa (2 vol., 1879-1880[2]
- Vida de N. S. Jesucristo. En colaboración de E. Vilarrasa.[2]
- Estudios sobre la presente crisis religiosa en España 1886).[2]
- Vida de San José (1885).[2]
- "Biblioteca de propaganda de doctrina cristiana" (1888(, con los opúsculos Los misterios, La Trinidad y La blasfemia.[2]
- El último día del mundo. (1889).[2]
- El pan del cielo. Manual de instrucciones y ejercicios prácticos dedicados a los niños que se disponen a recibir la primera Comunión (1870).[2]
- Mes de San José de la familia cristiana (1890).[2]
- La vocación, el misterio y la misión del sacerdocio (1890). Sermón.[2]